# Pasquale Scimeca
Pasquale Scimeca (Aliminusa, 1º febbraio 1956) è un regista e sceneggiatore italiano.

## Biografia
Pasquale Scimeca nasce il 1º febbraio 1956 ad Aliminusa, piccolo centro contadino in provincia di Palermo.
Dopo il liceo si trasferisce a Firenze. Qui si laurea in lettere con specializzazione in storia contemporanea. Lavora come insegnante di letteratura e storia. Nel 1992 lascia l'insegnamento per dedicarsi all'attività cinematografica. 

### Primo lungometraggio
Nel 1989 fonda la cooperativa di produzione cinematografica indipendente Arbash Film. Scrive e dirige il primo lungometraggio in 16 mm, La donzelletta, che partecipa al Bellaria Film Festival.
Nel 1992 realizza Un sogno perso, che partecipa al Taormina Film Fest.
Nel 1993 dirige il primo film in 35 mm Il giorno di san Sebastiano presentato alla Mostra Internazionale d'Arte Cinematografica di Venezia, nella sezione Vetrina del Cinema Italiano. Il film vince il Globo d'oro della stampa estera come Migliore opera prima.
Tra il 1994 e il 1995 realizza i documentari: Nella tana del lupo, che ottiene la menzione speciale alla 3ª Rassegna del documentario Premio Libero Bizzarri di San Benedetto del Tronto, L'altra Sicilia e Paolo Borsellino.
Nel 1997 I briganti di Zabut ottiene la menzione speciale al Taormina Film Fest e vince il gran premio della giuria al festival Storie di Cinema di Grosseto, rassegna dedicata alle sceneggiature di registi esordienti.

### Placido Rizzotto
Nel 2000 Placido Rizzotto è presentato alla Mostra Internazionale d'Arte Cinematografica di Venezia nella sezione Cinema del presente, racconta la storia del sindacalista di Corleone Placido Rizzotto, ucciso dalla mafia. Il film è stato presentato al Toronto International Film Festival. Ottiene numerosi riconoscimenti, tra i quali il Premio Fedic al Festival di Venezia.
Nel 2001 aderisce alla Fondazione Cinema del Presente ideata da Francesco Maselli, e partecipa al film collettivo Un altro mondo è possibile sui fatti del G8 di Genova.
Nel 2002, come membro della Fondazione Cinema del Presente, partecipa al Forum sociale mondiale di Porto Alegre realizzando il documentario Sem terra con Roberto Torelli, e Porto Alegre, un film collettivo. Nello stesso anno partecipa al film collettivo La primavera del 2002. L'Italia protesta l'Italia si ferma.
Nel 2003 Gli indesiderabili è presentato al Festival internazionale del film di Locarno e al Festival Cinema italien di Annecy, dove vince il Premio Sergio Leone. Produce il film Né terra né cielo di Giuseppe Ferlito. Partecipa al film collettivo Firenze, il nostro domani.
Nel giugno 2005 contribuisce assieme all'Istituto Luce alla distribuzione del film iraniano Silenzio tra due pensieri di Babak Payami. L'8 settembre presenta alla Mostra Internazionale d'Arte Cinematografica di Venezia La passione di Giosuè l'ebreo.

### L'influenza del verismo di Verga
Nel 2007 presenta il film Rosso Malpelo, liberamente ispirato alla novella di Giovanni Verga, e il progetto umanitario Cento scuole adottano mille bambini. Scopo del progetto è devolvere gli incassi del film a favore di due comunità della Bolivia: Atocha e Cotagaita, per fornire un pasto completo quotidiano e il materiale didattico ai bambini, così da sottrarli allo sfruttamento del lavoro minorile nelle miniere locali.
Le musiche del film Rosso Malpelo sono state composte e interpretate da Miriam Meghnagi che collabora con Scimeca per la seconda volta in un suo film dopo La passione di Giosuè l'ebreo. È stato scritto che Miriam per rendere il mondo della miniera «ha attraversato i confini tra i vari generi e scelto strumenti di varie culture, (...)».
In ottobre l'ANAC (Associazione nazionale autori cinematografici), presenta il libro bianco Lo stato delle cose. Vizi privati, pubbliche virtù nel cinema italiano, scritto da Salvatore Pecoraro, Alessandro Rossetti, Nino Russo e Pasquale Scimeca. Nel testo sono esposti i risultati del finanziamento statale dal 1995 al 2004 alle opere cinematografiche.
Nell'agosto 2008 presenta nel cartellone delle Manifestazioni Verghiane 2008 di cui è anche direttore artistico, l'adattamento teatrale de I Malavoglia. Partecipa al film collettivo no-profit All Human Rights for All realizzato in occasione del 60º anniversario dall'approvazione della Dichiarazione Universale dei Diritti Umani dell'ONU. Il film è composto da trenta cortometraggi. Scimeca dirige il corto ispirato all'Articolo 26 - Diritto all'istruzione.
Il 4 settembre 2009 Il cavaliere Sole partecipa alla 66ª Mostra Internazionale d'Arte Cinematografica di Venezia nella sezione Giornate degli autori - Schermo sotto le Stelle.
Il 3 settembre 2010 Malavoglia è presentato alla 67ª Mostra Internazionale d'Arte Cinematografica di Venezia nella sezione Orizzonti.
Nel 2012 realizza il cortometraggio Convitto Falcone, che viene presentato alla Mostra Internazionale d'Arte Cinematografica di Venezia nella sezione Eventi speciali.
Nel 2014 realizza il film Biagio; nel 2017 realizza il film Balon, girato in Sierra Leone e presentato al 35° Torino Film Festival.

## Controversie
Dopo essere stato nominato nel dicembre 2017 direttore didattico della sede di Palermo della Scuola Nazionale di cinema, alla fine di febbraio 2018 Scimeca è al centro della denuncia fatta da sei allievi dimissionari della scuola, che lo citano a più riprese in una lettera aperta dove denunciano le problematiche e le resistenze sopraggiunte nell'istituto subito dopo la nomina del nuovo direttore didattico. Il regista ha respinto le accuse, negando completamente quanto attribuitogli e dicendosi amareggiato per il danno all'immagine dell'istituto che la storia ha causato ed ha scritto a sua volta una lettera aperta sulla questione. Nel gennaio 2019, dopo poco più di un anno dalla nomina, gli subentra la regista Costanza Quatriglio.

## Filmografia

### Regista

#### Cortometraggi
- Echi e parole dal silenzio - documentario (1992)
- Nella tana del lupo - documentario (1994)
- Viaggiu dulurusu (1995)
- Paolo Borsellino - documentario (1995)
- Viale dell'Idroscalo (1998)
- Convitto Falcone (2012)

#### Documentari
- Appunti per un film su Il giorno di san Sebastiano (1993)
- L'altra Sicilia: cento anni in rivolta (1994)
- Un altro mondo è possibile (2001)
- Sem Terra (2002)
- La primavera del 2002 - L'Italia protesta, l'Italia si ferma (2002)
- Firenze, il nostro domani (2003)
- La mia valle (2004)
- Il cavaliere Sole (2008)

#### Lungometraggi
- La donzelletta (1989)
- Un sogno perso (1992)
- Il giorno di San Sebastiano (1994)
- I briganti di Zabut (1997)
- Placido Rizzotto (2000)
- Gli indesiderabili (2003)
- La passione di Giosuè l'ebreo (2005)
- Rosso Malpelo (2007)
- Art. 26, episodio del film All Human Rights for All (2008)
- Malavoglia (2010)
- Biagio (2014)
- Balon (2017)
- Il Giudice e il Boss (2024)

### Direttore della fotografia
- Carlo Giuliani, ragazzo, regia di Francesca Comencini (2002)

### Produttore
- Né terra né cielo, regia di Giuseppe Ferlito (2003)

### Attore
- Appunti per un viaggio alle radici dell'emigrazione vista al cinema..., regia di Rocco Giurato - documentario (2010)
- L'incantatore di serpenti - La vita senza freno di Gian Carlo Fusco, regia di Salvatore Allocca - documentario (2010)

## Pubblicazioni
- Salvatore Pecoraro, Alessandro Rossetti, Nino Russo, Pasquale Scimeca, Lo stato delle cose. Vizi privati, pubbliche virtù nel cinema italiano, Nuova Iniziativa Editoriale S.p.A, 2008[12]